# Jacksonville Lizard Kings
Jacksonville Lizard Kings var ett amerikanskt professionellt ishockeylag som spelade i den amerikanska ishockeyligan East Coast Hockey League (ECHL) mellan 1995 och 2000. Laget hade sitt ursprung från Louisville Icehawks som spelade i ECHL mellan 1990 och 1994 när de lade verksamheten på is men året efter flyttades laget till Jacksonville i Florida, för att vara Lizard Kings. De spelade sina hemmamatcher i inomhusarenan Jacksonville Coliseum, som hade en publikkapacitet på uppemot 10 276 åskådare, i just Jacksonville i Florida. De vann varken Riley Cup eller dess efterföljare Kelly Cup, som var/är trofén till det lag som vann/vinner ECHL:s slutspel.
Spelare som spelade för dem var bland andra Ron Duguay och Todd Reirden.